# Saltos ornamentais nos Jogos Pan-Americanos de 2023 - Plataforma de 10 m individual masculino
A competição da plataforma de 10 m individual masculino dos saltos ornamentais nos Jogos Pan-Americanos de 2023 foi disputada em 25 de outubro de 2023 no Centro Aquático, localizado no cluster do Estádio Nacional. Um total de 14 saltadores de 9 Comitês Olímpicos Nacionais (CON) participaram do evento.

## Calendário
Horário local (UTC−3).
| Data          | Hora  | Fase         |
| ------------- | ----- | ------------ |
| 25 de outubro | 11:00 | Preliminares |
| 25 de outubro | 20:40 | Final        |

## Medalhistas
| Ouro   | MEX Randal Willars        |
| Prata  | CAN Nathan Zsombor-Murray |
| Bronze | MEX Kenny Zamudio         |

## Resultados
Os doze primeiros colocados após as preliminares se classificaram para a final.
| Pos.              | Saltador              | CON                | Preliminares | Preliminares | Final       | Final       |
| Pos.              | Saltador              | CON                | Pontos       | Pos.         | Pontos      | Pos.        |
| ----------------- | --------------------- | ------------------ | ------------ | ------------ | ----------- | ----------- |
| Medalha de ouro   | Randal Willars        | MEX México         | 466.45       | 1            | 479.40      | 1           |
| Medalha de prata  | Nathan Zsombor-Murray | CAN Canadá         | 422.40       | 3            | 476.15      | 2           |
| Medalha de bronze | Kenny Zamudio         | MEX México         | 430.50       | 2            | 451.60      | 3           |
| 4                 | Rylan Wiens           | CAN Canadá         | 367.65       | 7            | 449.15      | 4           |
| 5                 | Carlos Ramos          | CUB Cuba           | 408.60       | 4            | 443.10      | 5           |
| 6                 | Isaac Souza           | BRA Brasil         | 391.80       | 6            | 407.15      | 6           |
| 7                 | Sebastián Villa       | COL Colômbia       | 403.20       | 5            | 406.10      | 7           |
| 8                 | Alejandro Solarte     | COL Colômbia       | 357.40       | 10           | 398.30      | 8           |
| 9                 | Jordan Rzerpka        | USA Estados Unidos | 363.75       | 8            | 391.05      | 9           |
| 10                | Emanuel Vázquez       | PUR Porto Rico     | 361.55       | 9            | 360.70      | 10          |
| 11                | Santiago Chóez        | ECU Equador        | 326.15       | 12           | 329.80      | 11          |
| 12                | Jesús Gonzalez        | VEN Venezuela      | 334.25       | 11           | 316.30      | 12          |
| 13                | Max Flory             | USA Estados Unidos | 324.95       | 13           | Não avançou | Não avançou |
| —                 | Diogo Silva           | BRA Brasil         | DNS          | DNS          | DNS         | DNS         |